# Cattedrale di Maria Santissima Achiropita
La cattedrale di Maria Santissima Achiropita è il principale luogo di culto e monumento architettonico di Rossano, in provincia di Cosenza, cattedrale dell'arcidiocesi di Rossano-Cariati. La chiesa è famosa per l'antica immagine della Madonna Acheropita, ossia non dipinta da mano umana, di datazione probabile tra il 580 e la prima metà dell'VIII secolo.

## Storia e descrizione

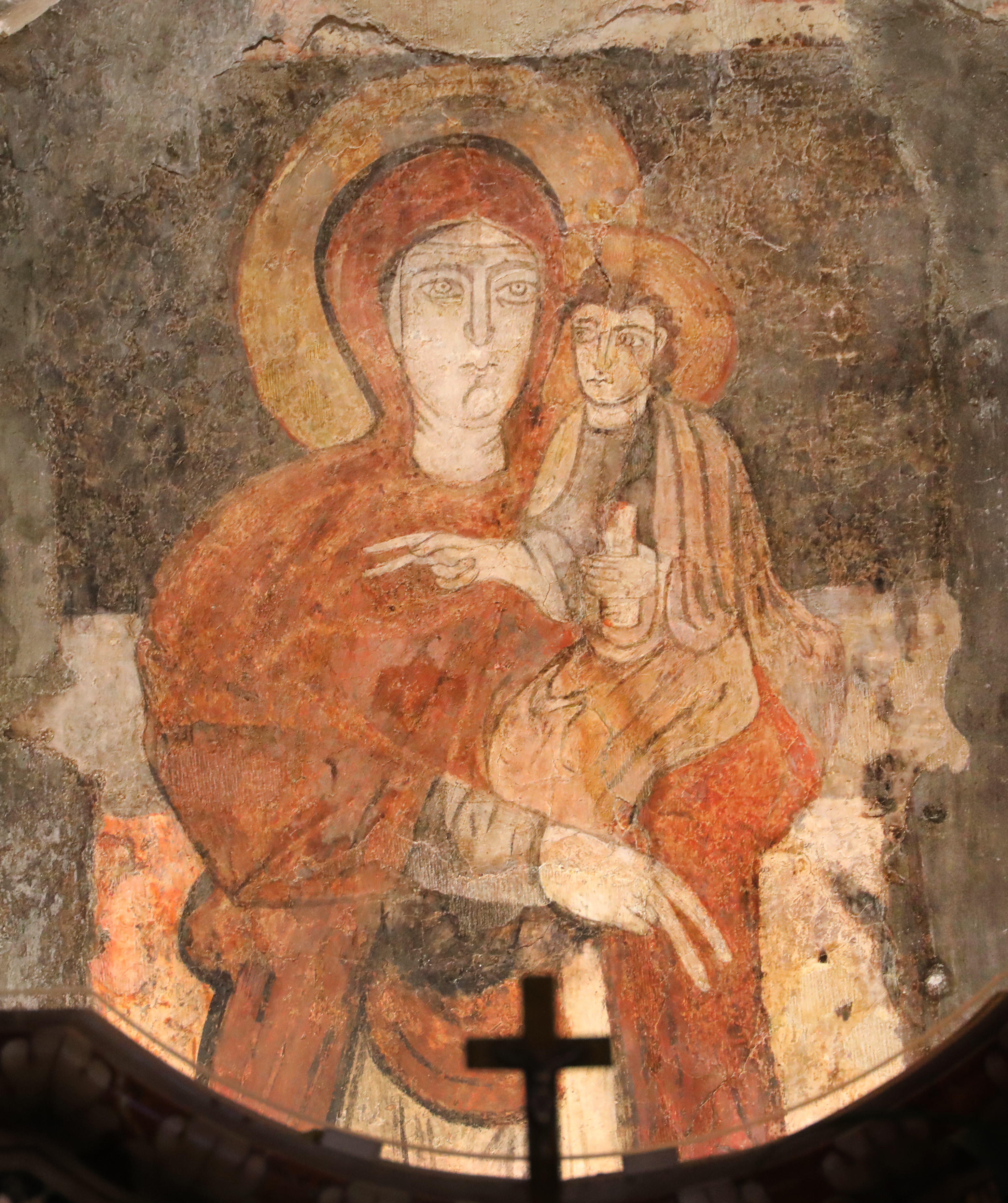
Immagine di Maria Santissima Achiropita.

La chiesa, che oggi si presenta con pianta a tre navate e tre absidi, fu eretta nell'XI secolo, con successivi interventi nel XVIII e XIX secolo. Della struttura originaria rimangono ancora due colonne situate al di fuori del portale laterale.
Al centro della cattedrale, un altare costruito tra la fine del XV secolo e il XVIII conserva l'icona della Madonna Acheropita, opera in stile bizantino databile non oltre l'VIII secolo.
La torre campanaria e il fonte battesimale risalgono al XIV secolo mentre gli altri decori, tra i quali spiccano il pulpito e alcune tele, datano tra il XVII e il XVIII secolo. La chiesa conserva inoltre un organo a canne datato 1622.
All'interno della sacrestia nel 1879 fu ritrovato il famoso Codex Purpureus Rossanensis, evangeliario greco del V-VI secolo di origine mediorientale (Antiochia di Siria), portato a Rossano probabilmente da qualche monaco in fuga dall'oriente durante l'iconoclastia e composto di 188 fogli di pergamena contenenti i Vangeli di Matteo e Marco ed una lettera di Eusebio di Cesarea a Carpiano.